# Selekcjonerzy reprezentacji Polski w piłce nożnej mężczyzn
Selekcjoner reprezentacji Polski w piłce nożnej – wybrana przez odpowiednie gremium Polskiego Związku Piłki Nożnej osoba działająca w ramach struktur PZPN, odpowiedzialna za selekcję oraz powoływanie zawodników na zgrupowania kadry i mecze reprezentacji Polski, a także przygotowania do nich.
Funkcja oraz zakres obowiązków selekcjonera na przestrzeni lat ulegały zmianom. Polską drużynę państwową w spotkaniach międzynarodowych prowadzili również kapitanowie związkowi oraz zastępczo w stosunkowo rzadkich sytuacjach trenerzy niezajmujący się na co dzień w kadrze selekcją. Selekcjonerów często było kilku jednocześnie (w szczytowym okresie pięciu) – tworzyli oni wówczas tzw. kapitanat związkowy. Od 1966 funkcję opiekuna kadry sprawuje wyłącznie jedna osoba dokonująca selekcji i będąca jednocześnie szkoleniowcem. Posiada ona do pomocy sztab asystentów (zwanych również drugimi trenerami), odpowiedzialnych za poszczególne elementy treningu, m.in. szkolenie bramkarzy, analizę rywali, statystykę czy przygotowanie motoryczne.

## Historia
Selekcjonerem piłkarskiej reprezentacji Polski w jej pierwszym oficjalnym spotkaniu międzynarodowym był Józef Szkolnikowski, pełniący tę funkcję zgodnie ze statutem PZPN jako Przewodniczący Wydziału Gier (na samym meczu nie był obecny). W latach 1922−1923 zespół selekcjonerski składał się z trzech osób. Od 1924 aż do wybuchu II wojny światowej zespołem narodowym opiekował się jeden kapitan związkowy. Zdarzało się, że kapitanowie z różnych powodów nie byli obecni na niektórych spotkaniach (np. tego samego dnia rozgrywano dwa równorzędne mecze reprezentacji A w różnych miejscach) − wówczas w jego zastępstwie zespół prowadził jednorazowy selekcjoner, kierownik bądź trener. W tamtej epoce kapitanowie związkowi odpowiadali tylko za selekcję zawodników, stanowisko trenera (pomocnika selekcjonera) było wówczas oddzielnym etatem. Swoje stanowisko kapitan otrzymywał po nominacji podczas organizowanego corocznie zjazdu PZPN na okres roku. W okresie międzywojennym najmocniejszą pozycję wśród selekcjonerów osiągnął Józef Kałuża, który prowadził reprezentację Polski w czasie jej największych do lat 70. sukcesów w turniejach międzynarodowych. Kałuża pozostaje również najdłużej pracującym selekcjonerem polskiej drużyny narodowej w historii (ponad 7 lat na stanowisku).
Pierwszym powojennym kapitanem związkowym był Henryk Reyman, który z powodu niewydania dlań paszportu nie brał udziału w dwóch meczach swojej drużyny, której skład przedtem ustalał. W kolejnych latach reprezentacja prowadzona była przemiennie przez trójki selekcjonerskie, kapitana związkowego oraz pięcio− lub czteroosobowy kapitanat z wyznaczonym przewodniczącym. W 1950 po raz pierwszy polską drużyną opiekował się trener-selekcjoner odpowiedzialny zarówno za skład, jak i za szkolenie − był nim Ryszard Koncewicz (sprawował tę funkcję w latach 1950−1952, 1953, 1955−1956, 1966 i 1968−1970 oraz jako członek kapitanatu w latach 1964−1966). W tym okresie jednoczesnym trenerem i selekcjonerem był ponadto Michał Matyas (1952). W niektórych przypadkach reprezentację w czasie meczu prowadził nie selekcjoner, a trener lub duet trenerów.
W 1966 ponownie zdecydowano się połączyć role szkoleniowca i selekcjonera − pełnił ją wtedy Antoni Brzeżańczyk. Swoją kadencję kończył jednak jako członek kapitanatu Klemensa Nowaka (pozostając trenerem), ostatniego w historii kolegialnego organu dokonującego selekcji reprezentacji Polski. Od 7 listopada 1966 funkcję trenera i selekcjonera pełni tylko jedna osoba. W pojedynczych przypadkach nieobecności selekcjonera lub występu reprezentacji Polski do lat 21 pod oficjalnym szyldem reprezentacji A, zespół prowadził jako trener asystent selekcjonera (Bernard Blaut w 1985, Lesław Ćmikiewicz w 1991) lub trener drużyny młodzieżowej (Andrzej Strejlau w 1974, Waldemar Obrębski w 1981).
Największe w historii sukcesy osiągnęli ze swoimi podopiecznymi Kazimierz Górski (srebrny medal mistrzostw świata za zajęcie III miejsca oraz złoty i srebrny medal igrzysk olimpijskich) oraz Antoni Piechniczek (srebrny medal MŚ za zajęcie III miejsca). Ten drugi jako jedyny manager wprowadził polską drużynę do dwóch turniejów finałowych światowego czempionatu. Z kolei jedynym, który awansował z Polską zarówno na MŚ, jak i na ME jest Adam Nawałka.
Pierwszym pełnoetatowym zagranicznym selekcjonerem w historii polskiej reprezentacji był Holender Leo Beenhakker (2006–2009). Wcześniej po razie narodowy zespół prowadzili niemiecki trener kadry Kurt Otto (1936, w zastępstwie Kałuży) oraz Węgier Andor Hájdu w duecie trenerskim z Edwardem Cebulą (1954). Czwartym obcokrajowcem na tym stanowisku był dowodzący zespołem w 2021 roku Portugalczyk Sousa. Piątym zagranicznym selekcjonerem został w roku 2023 również Portugalczyk Fernando Santos.
20 września 2023 selekcjonerem reprezentacji Polski został Michał Probierz.

## Lista selekcjonerów
Lista obejmuje wszystkich kapitanów związkowych, selekcjonerów, członków kapitanatów związkowych (komisji selekcyjnych) oraz trenerów prowadzących na przestrzeni lat piłkarską reprezentację Polski i ustalających jej skład w oficjalnym meczu międzypaństwowym. Liczba porządkowa w nawiasie oznacza wtórne pełnienie funkcji. Z powodu braku informacji źródłowych w wielu przypadkach zamiast dat oficjalnej nominacji oraz dymisji ze stanowiska zastosowano datę rozegrania pierwszego i ostatniego spotkania pod wodzą danego selekcjonera.
Kursywą oznaczono menedżera reprezentacji pełniącego tę rolę w zastępstwie nieobecnego właściwego organu selekcyjnego.
Stan na 10 sierpnia 2025
| 1. |                       | Józef Szkolnikowski                                                                     | 18.12.1921                                      | 1                       | 1  | 0  | 0  | 1  | 0   | 1    | 0,0                                                                        | |
| 2. 3. 4. |                       | Józef Lustgarten Adam Obrubański Stanisław Ziemiański                                   | 14.05.1922–03.09.1922                           | 2–4                     | 3  | 1  | 1  | 1  | 3   | 5    | 50,0                                                                       | |
| 5. 6. (2.) |                       | Edward Cetnarowski Władysław Jentys Józef Lustgarten                                    | 01.10.1922                                      | 5                       | 1  | 1  | 0  | 0  | 3   | 1    | 100,0                                                                      | |
| 7. 8. (3.) |                       | Kazimierz Glabisz Tadeusz Kuchar Adam Obrubański                                        | 03.06.1923–01.11.1923                           | 6–10                    | 5  | 1  | 2  | 2  | 11  | 11   | 40,0                                                                       | |
| (3.) |                       | Adam Obrubański                                                                         | 18.05.1924–31.08.1924                           | 11–12 15–16             | 4  | 1  | 0  | 3  | 2   | 14   | 25,0                                                                       | IO 1924 – 1/16 finału                                                                                                   |
| 9. |                       | Tadeusz Orzelski                                                                        | 10.06.1924                                      | 13                      | 1  | 0  | 0  | 1  | 2   | 3    | 0,0                                                                        | |
| 10. |                       | Ignacy Rosenstock                                                                       | 29.06.1924                                      | 14                      | 1  | 1  | 0  | 0  | 2   | 0    | 100,0                                                                      | |
| (8.) |                       | Tadeusz Kuchar                                                                          | 23.05.1925–19.07.1925                           | 17                      | 1  | 0  | 0  | 1  | 0   | 2    | 0,00                                                                       | |
| 11. |                       | Tadeusz Synowiec                                                                        | 30.08.1925–19.06.1927                           | 18–28                   | 11 | 5  | 3  | 3  | 30  | 24   | 59,1                                                                       | |
| (8.) |                       | Tadeusz Kuchar                                                                          | 10.06.1928–28.10.1928                           | 29–31                   | 3  | 1  | 1  | 1  | 7   | 7    | 50,0                                                                       | |
| 12. |                       | Stefan Loth                                                                             | 02.06.1929–25.10.1931                           | 32–34 36 38             | 5  | 3  | 0  | 2  | 17  | 10   | 60,0                                                                       | mógł prowadzić zespół na MŚ 1930 jednakże Polska nie zgłosiła kandydatury                                               |
| 13. |                       | Andrzej Przeworski                                                                      | 05.07.1931                                      | 35                      | 1  | 1  | 0  | 0  | 5   | 0    | 100,0                                                                      | |
| 14. |                       | Józef Kałuża                                                                            | 11.10.1931                                      | 37                      | 1  | 0  | 0  | 1  | 1   | 2    | 0,0                                                                        | |
| (14.) | 21.02.1932–01.09.1939 | Józef Kałuża                                                                            | 39–41 43–51 53–54 56–60 62–66 68–69 71–75 77–83 | 38                      | 10 | 8  | 20 | 83 | 95  | 36,8 | MŚ 1934 – brak kwalifikacji IO 1936 – czwarte miejsce MŚ 1938 – 1/8 finału | |
| (12.) |                       | Stefan Loth                                                                             | 02.10.1932 14.10.1934                           | 42 52                   | 2  | 2  | 0  | 0  | 8   | 3    | 100,0                                                                      | |
| (13.) |                       | Andrzej Przeworski                                                                      | 15.09.1935 12.09.1937                           | 55 67                   | 2  | 1  | 1  | 0  | 6   | 4    | 75,0                                                                       | |
| 15. |                       | Kurt Otto                                                                               | 06.09.1936                                      | 61                      | 1  | 0  | 1  | 0  | 3   | 3    | 50,0                                                                       | |
| 16. |                       | Karol Kossok                                                                            | 10.10.1937                                      | 70                      | 1  | 1  | 0  | 0  | 2   | 1    | 100,0                                                                      | |
| 17. |                       | Marian Spoida                                                                           | 25.09.1938                                      | 76                      | 1  | 0  | 0  | 1  | 1   | 2    | 0,0                                                                        | |
| 18. |                       | Henryk Reyman                                                                           | 29.06.1945–28.08.1947                           | 84–86                   | 3  | 0  | 0  | 3  | 5   | 11   | 0,0                                                                        | Mistrzostwa Świata 1946 (oraz eliminacje) nie odbyły się z powodu II wojny światowej oraz jej następstw                 |
| 19. 20. (13.) |                       | Karol Bergtal Czesław Krug Andrzej Przeworski                                           | 04.09.1947–00.02.1948                           | 87–90                   | 4  | 1  | 1  | 2  | 9   | 13   | 37,5                                                                       | |
| 21. |                       | Zygmunt Alfus                                                                           | 15.02.1948–01.10.1948                           | 91–95                   | 5  | 1  | 1  | 3  | 6   | 17   | 30,0                                                                       | |
| (20.) |                       | Czesław Krug                                                                            | 10.10.1948                                      | 96                      | 1  | 0  | 1  | 0  | 0   | 0    | 50,0                                                                       | |
| (20.) 22. (13.) |                       | Czesław Krug Jan Nowak Andrzej Przeworski                                               | 17.10.1948                                      | 97                      | 1  | 1  | 0  | 0  | 1   | 0    | 100,0                                                                      | |
| 23. 24. 25. (20.) 26. |                       | Mieczysław Szymkowiak Ignacy Izdebski Stefan Kisieliński Czesław Krug Kazimierz Śmiglak | 19.02.1949–00.00.1950                           | 98–106                  | 9  | 2  | 2  | 5  | 14  | 25   | 33,3                                                                       | mieli prowadzić zespół podczas eliminacji do MŚ 1950 z których Polska się wycofała                                      |
| (23.) 27. (25.) (20.) |                       | Mieczysław Szymkowiak Mieczysław Kaczanowski Stefan Kisieliński Czesław Krug            | 00.00.1950–31.12.1950                           | 107                     | 1  | 0  | 0  | 1  | 1   | 4    | 0,0                                                                        | |
| 28. |                       | Ryszard Koncewicz                                                                       | 30.10.1950                                      | 108                     | 1  | 1  | 0  | 0  | 1   | 0    | 100,0                                                                      | |
| (28.) (27.) (23.) |                       | Ryszard Koncewicz Mieczysław Kaczanowski Mieczysław Szymkowiak                          | 00.02.1951–00.00.1951                           | –                       | 0  | 0  | 0  | 0  | 0   | 0    | 0,0                                                                        | |
| (28.) |                       | Ryszard Koncewicz                                                                       | 27.05.1951                                      | 109                     | 1  | 0  | 0  | 1  | 0   | 6    | 0,0                                                                        | |
| (28.) | 00.00.1951–00.06.1952 | Ryszard Koncewicz                                                                       | 110 112                                         | 2                       | 0  | 0  | 2  | 1  | 6   | 0,0  |                                                                            | |
| 29. |                       | Michał Matyas                                                                           | 25.05.1952                                      | 111                     | 1  | 0  | 0  | 1  | 0   | 1    | 0,0                                                                        | |
| (29.) | 15.07.1952–21.07.1952 | Michał Matyas                                                                           | 113                                             | 1                       | 0  | 0  | 1  | 0  | 2   | 0,0  | IO 1952 – 1/8 finału                                                       | |
| 30. |                       | Tadeusz Foryś                                                                           | 14.09.1952–21.09.1952                           | 114–115                 | 2  | 1  | 1  | 0  | 5   | 2    | 75,0                                                                       | |
| (28.) |                       | Ryszard Koncewicz                                                                       | 10.05.1953–29.11.1953                           | 116–118                 | 3  | 0  | 2  | 1  | 3   | 5    | 33,3                                                                       | miał prowadzić zespół podczas eliminacji do MŚ 1954 z których Polska się wycofała                                       |
| 31. 32. |                       | Andor Hájdu Edward Cebula                                                               | 08.08.1954                                      | 119                     | 1  | 0  | 1  | 0  | 2   | 2    | 50,0                                                                       | |
| 33. (29.) |                       | Zygmunt Jesionka Michał Matyas                                                          | 26.09.1954                                      | 120                     | 1  | 1  | 0  | 0  | 1   | 0    | 100,0                                                                      | |
| (28.) |                       | Ryszard Koncewicz                                                                       | 29.05.1955–22.07.1956                           | 121–126                 | 6  | 1  | 3  | 2  | 7   | 10   | 41,7                                                                       | |
| 34. 35. 36. |                       | Alfred Nowakowski Alojzy Sitko Artur Woźniak                                            | 26.08.1956                                      | 127                     | 1  | 0  | 0  | 1  | 1   | 2    | 0,0                                                                        | |
| (20.) 37. (18.) |                       | Czesław Krug Feliks Dyrda Henryk Reyman                                                 | 22.09.1956–17.02.1957                           | 128–130                 | 3  | 2  | 1  | 0  | 11  | 4    | 83,3                                                                       | |
| (18.) (37.) 38. |                       | Henryk Reyman Feliks Dyrda Józef Ziemian                                                | 17.02.1957–05.07.1957                           | 131–133                 | 3  | 1  | 0  | 2  | 3   | 5    | 33,3                                                                       | MŚ 1958 – brak kwalifikacji                                                                                             |
| (18.) (37.) |                       | Henryk Reyman Feliks Dyrda                                                              | 29.09.1957–24.11.1957                           | 134–137                 | 4  | 2  | 1  | 1  | 7   | 4    | 62,5                                                                       | MŚ 1958 – brak kwalifikacji                                                                                             |
| (18.) (37.) 39. |                       | Henryk Reyman Feliks Dyrda Stanisław Szymaniak                                          | 11.05.1958–00.02.1959                           | 138–143                 | 6  | 0  | 3  | 3  | 9   | 13   | 25,0                                                                       | |
| (20.) |                       | Czesław Krug                                                                            | 20.05.1959–28.11.1962                           | 144–173                 | 30 | 12 | 5  | 13 | 60  | 54   | 45,0                                                                       | ME 1960 – brak kwalifikacji IO 1960 – faza grupowa MŚ 1962 – brak kwalifikacji ME 1964 – brak kwalifikacji              |
| 40. (30.) 41. |                       | Wiesław Motoczyński Tadeusz Foryś Wacław Pegza                                          | 01.01.1963–00.08.1964                           | 174–180                 | 7  | 4  | 2  | 1  | 23  | 7    | 71,4                                                                       | IO 1964 – brak kwalifikacji (no)                                                                                        |
| 40. (28.) 42. |                       | Wiesław Motoczyński Ryszard Koncewicz Karol Krawczyk                                    | 00.08.1964–00.02.1966                           | 181–192                 | 12 | 4  | 5  | 3  | 22  | 19   | 54,2                                                                       | MŚ 1966 – brak kwalifikacji                                                                                             |
| (28.) |                       | Ryszard Koncewicz                                                                       | 05.01.1966                                      | 193                     | 1  | 0  | 1  | 0  | 1   | 1    | 50,0                                                                       | |
| 43. |                       | Antoni Brzeżańczyk                                                                      | 12.02.1966–13.08.1966                           | 194–199                 | 6  | 0  | 3  | 3  | 5   | 10   | 25,0                                                                       | |
| 44. (43.) 45. |                       | Klemens Nowak Antoni Brzeżańczyk Kazimierz Górski                                       | 11.09.1966–22.10.1966                           | 200–202                 | 3  | 1  | 0  | 2  | 5   | 4    | 33,3                                                                       | ME 1968 – brak kwalifikacji                                                                                             |
| (29.) |                       | Michał Matyas                                                                           | 07.11.1966–31.12.1967                           | 203–211                 | 9  | 2  | 3  | 4  | 12  | 14   | 38,9                                                                       | ME 1968 – brak kwalifikacji IO 1968 – brak kwalifikacji                                                                 |
| (28.) |                       | Ryszard Koncewicz                                                                       | 00.02.1968–30.11.1970                           | 212–237                 | 26 | 15 | 5  | 6  | 68  | 28   | 67,3                                                                       | MŚ 1970 – brak kwalifikacji ME 1972 – brak kwalifikacji                                                                 |
| (45.) |                       | Kazimierz Górski                                                                        | 01.12.1970–31.07.1976                           | 238–269 272–284 286–305 | 65 | 36 | 12 | 17 | 133 | 62   | 64,6                                                                       | ME 1972 – brak kwalifikacji IO 1972 – mistrzostwo MŚ 1974 – trzecie miejsce ME 1976 – brak kwalifikacji IO 1976 – finał |
| 46. |                       | Andrzej Strejlau                                                                        | 13.04.1974–15.04.1974 31.10.1974                | 270–271 285             | 3  | 2  | 0  | 1  | 6   | 3    | 66,7                                                                       | |
| 47. |                       | Jacek Gmoch                                                                             | 00.08.1976–00.00.1978                           | 306–332                 | 27 | 17 | 3  | 7  | 50  | 30   | 64,9                                                                       | MŚ 1978 – druga runda ME 1980 – brak kwalifikacji                                                                       |
| 48. |                       | Ryszard Kulesza                                                                         | 00.10.1978–00.12.1980                           | 333–363                 | 31 | 15 | 7  | 9  | 51  | 27   | 59,7                                                                       | ME 1980 – brak kwalifikacji MŚ 1982 – kwalifikacja                                                                      |
| 49. |                       | Antoni Piechniczek                                                                      | 05.01.1981–06.1986                              | 368–415 417–427         | 59 | 23 | 17 | 19 | 75  | 67   | 53,4                                                                       | MŚ 1982 – trzecie miejsce ME 1984 – brak kwalifikacji MŚ 1986 – 1/8 finału                                              |
| 50. |                       | Waldemar Obrębski                                                                       | 25.01.1981–01.02.1981                           | 364–367                 | 4  | 4  | 0  | 0  | 13  | 3    | 100,0                                                                      | de facto trener reprezentacji olimpijskiej i młodzieżowej której mecze zostały błędnie zapisane jako kadry seniorskiej  |
| 51. |                       | Bernard Blaut                                                                           | 04.09.1985                                      | 416                     | 1  | 0  | 0  | 1  | 1   | 3    | 0,0                                                                        | |
| 52. |                       | Wojciech Łazarek                                                                        | 25.08.1986–15.06.1989                           | 428–459                 | 32 | 18 | 5  | 9  | 55  | 42   | 64,0                                                                       | ME 1988 – brak kwalifikacji MŚ 1990 – brak kwalifikacji                                                                 |
| (46.) |                       | Andrzej Strejlau                                                                        | 26.06.1989–22.09.1993                           | 460–492 496–516         | 54 | 18 | 22 | 14 | 62  | 62   | 53,7                                                                       | MŚ 1990 – brak kwalifikacji ME 1992 – brak kwalifikacji MŚ 1994 – brak kwalifikacji                                     |
| 53. |                       | Lesław Ćmikiewicz                                                                       | 03.12.1991–09.12.1991                           | 493–495                 | 3  | 1  | 1  | 1  | 2   | 4    | 50,0                                                                       | |
| (53.) | 13.10.1993–17.11.1993 | Lesław Ćmikiewicz                                                                       | 517–519                                         | 3                       | 0  | 0  | 3  | 2  | 8   | 0,0  | MŚ 1994 – brak kwalifikacji                                                | |
| 54. |                       | Henryk Apostel                                                                          | 20.12.1993–15.11.1995                           | 520–538                 | 19 | 7  | 7  | 5  | 30  | 24   | 55,3                                                                       | ME 1996 – brak kwalifikacji                                                                                             |
| 55. |                       | Władysław Stachurski                                                                    | 06.11.1995–01.05.1996                           | 539–542                 | 4  | 0  | 2  | 2  | 2   | 8    | 25,0                                                                       | |
| (50.) |                       | Antoni Piechniczek                                                                      | 00.05.1996–07.06.1997                           | 543–556                 | 14 | 3  | 4  | 7  | 15  | 27   | 35,7                                                                       | MŚ 1998 – brak kwalifikacji                                                                                             |
| 56. |                       | Krzysztof Pawlak                                                                        | 14.06.1997                                      | 557                     | 1  | 1  | 0  | 0  | 4   | 1    | 100,0                                                                      | MŚ 1998 – brak kwalifikacji                                                                                             |
| 57. |                       | Janusz Wójcik                                                                           | 23.07.1997–22.11.1999                           | 558–583                 | 26 | 15 | 3  | 8  | 37  | 28   | 63,5                                                                       | MŚ 1998 – brak kwalifikacji ME 2000 – brak kwalifikacji                                                                 |
| 58. |                       | Jerzy Engel                                                                             | 01.01.2000–21.06.2002                           | 584–612                 | 29 | 12 | 9  | 8  | 41  | 34   | 56,9                                                                       | MŚ 2002 – faza grupowa                                                                                                  |
| 59. |                       | Zbigniew Boniek                                                                         | 07.07.2002–03.12.2002                           | 613–617                 | 5  | 2  | 1  | 2  | 5   | 4    | 50,0                                                                       | ME 2004 – brak kwalifikacji                                                                                             |
| 60. |                       | Paweł Janas                                                                             | 20.12.2002–10.07.2006                           | 618–668                 | 51 | 31 | 6  | 14 | 99  | 54   | 66,7                                                                       | ME 2004 – brak kwalifikacji MŚ 2006 – faza grupowa                                                                      |
| 61. |                       | Leo Beenhakker                                                                          | 11.07.2006–17.09.2009                           | 669–715                 | 47 | 22 | 13 | 12 | 75  | 47   | 60,6                                                                       | ME 2008 – faza grupowa MŚ 2010 – brak kwalifikacji                                                                      |
| 62. |                       | Stefan Majewski                                                                         | 17.09.2009–29.10.2009                           | 716–717                 | 2  | 0  | 0  | 2  | 0   | 3    | 0,0                                                                        | MŚ 2010 – brak kwalifikacji                                                                                             |
| 63. |                       | Franciszek Smuda                                                                        | 29.10.2009–01.07.2012                           | 718–754                 | 37 | 15 | 13 | 9  | 47  | 40   | 58,1                                                                       | ME 2012 – faza grupowa                                                                                                  |
| 64. |                       | Waldemar Fornalik                                                                       | 10.07.2012–16.10.2013                           | 755–772                 | 18 | 8  | 4  | 6  | 33  | 22   | 55,6                                                                       | MŚ 2014 – brak kwalifikacji                                                                                             |
| 65. |                       | Adam Nawałka                                                                            | 01.11.2013–31.07.2018                           | 773–822                 | 50 | 26 | 15 | 9  | 99  | 49   | 67,0                                                                       | ME 2016 – ćwierćfinał MŚ 2018 – faza grupowa                                                                            |
| 66. |                       | Jerzy Brzęczek                                                                          | 01.08.2018–18.01.2021                           | 823–846                 | 24 | 12 | 5  | 7  | 36  | 20   | 60,4                                                                       | ME 2020 – kwalifikacja                                                                                                  |
| 67. |                       | Paulo Sousa                                                                             | 21.01.2021–29.12.2021                           | 847–861                 | 15 | 6  | 5  | 4  | 37  | 20   | 56,7                                                                       | ME 2020 – faza grupowa MŚ 2022 – kwalifikacja do baraży o awans                                                         |
| 68. |                       | Czesław Michniewicz                                                                     | 31.01.2022–31.12.2022                           | 862–874                 | 13 | 5  | 3  | 5  | 13  | 18   | 50,0                                                                       | MŚ 2022 – 1/8 finału |
| 69. |                       | Fernando Santos                                                                         | 24.01.2023–13.09.2023                           | 875–880                 | 6  | 3  | 0  | 3  | 7   | 8    | 50,0                                                                       | ME 2024 – udział w eliminacjach do turnieju                                                                             |
| 70. |                       | Michał Probierz                                                                         | 20.09.2023–12.06.2025                           | 881–901                 | 21 | 9  | 5  | 7  | 33  | 21   | 54,7                                                                       | ME 2024 – faza grupowa MŚ 2026 – eliminacje                                                                             |
| 71. |                       | Jan Urban                                                                               | 16.07.2025–obecnie                              | 902–                    | 0  | 0  | 0  | 0  | 0   | 0    | -                                                                          | MŚ 2026 – eliminacje |
| NrS – numery porządkowe oficjalnych spotkań reprezentacji M – liczba meczów W – liczba wygranych meczów R – liczba zremisowanych meczów P – liczba przegranych meczów GZ – liczba zdobytych goli GS – liczba straconych goli Sk % – wskaźnik skuteczności (dwa punkty za wygraną, punkt za remis) no – w ramach meczów nieoficjalnych |                       |                                                                                         |                                                 |                         |    |    |    |    |     |      |                                                                            | |

## Trenerzy niebędący selekcjonerami

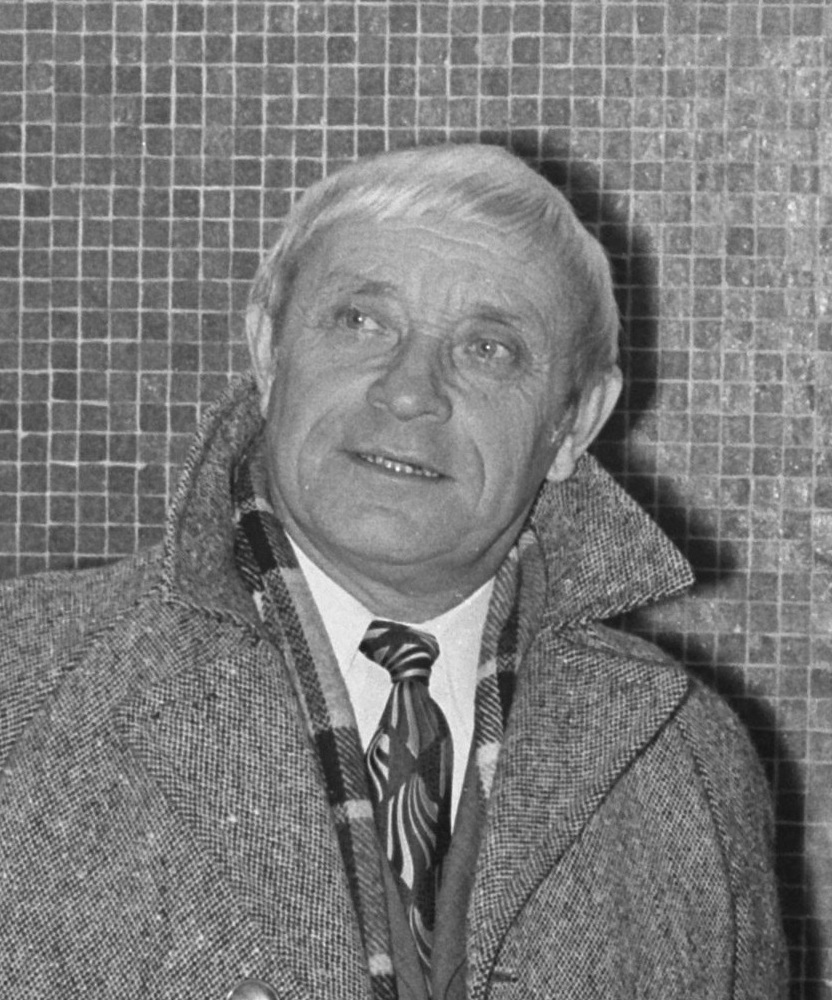
Ryszard Koncewicz – wielokrotny selekcjoner, trener i członek sztabu polskiej kadry w latach 1948–1970.

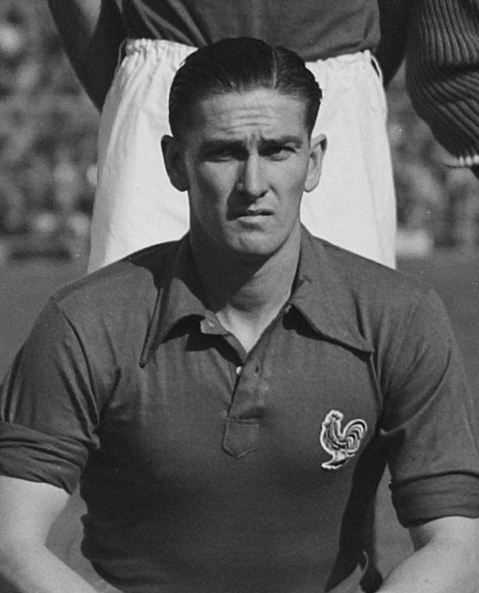
Jean Prouff – francuski trener polskiej reprezentacji podczas eliminacji oraz finałów IO 1960.

Poniższa tabela przedstawia osoby, które do ostatecznego połączenia przez PZPN w 1966 stanowisk selekcjonera i trenera zajmowały się wyłącznie kwestiami szkoleniowymi w polskiej reprezentacji. Znaleźli się w niej trenerzy pełniący tę funkcję i na zgrupowaniach kadry i podczas spotkań międzypaństwowych, jak również prowadzący zajęcia tylko podczas samych zgrupowań (Burford, James). Kuchar w 1930 i Koncewicz w 1964 byli trenerami podczas meczów reprezentacji A z zespołami kategorii amatorskiej.
Trenerzy, którzy do 1966 zajmowali się jednocześnie szkoleniem i selekcją zostali już uwzględnieni we wcześniejszej tabeli.
| George Burford                                                              | 1920                             | –                          | 0  |
| Imre Pozsonyi                                                               | 18.11.1921–18.12.1921            | 1                          | 1  |
| Gyula Bíró                                                                  | 15.03.1924–26.05.1924            | 11–12                      | 2  |
| Wacław Kuchar                                                               | 26.10.1930                       | –                          | 0  |
| Kurt Otto                                                                   | 00.03.1935–31.12.1936            | 53–54 56–60 63–64          | 9  |
| Marian Spoida                                                               | 15.09.1935 23.06.1937–27.08.1939 | 55 65–66 68–69 71–75 78–83 | 16 |
| Alex James                                                                  | 30.06.1939–11.08.1939            | –                          | 0  |
| Wacław Kuchar                                                               | 11.06.1947–06.11.1949            | 84–103                     | 20 |
| Ryszard Koncewicz                                                           | 01.05.1950–04.06.1950            | 104–106                    | 3  |
| István Szeder-Seidl                                                         | 22.10.1950                       | 107                        | 1  |
| Tivadar Király                                                              | 11.05.1952–21.07.1952            | 110 112–113                | 4  |
| Tadeusz Foryś                                                               | 26.08.1956                       | 127                        | 1  |
| Ryszard Koncewicz                                                           | 28.10.1956–05.07.1957            | 128–133                    | 6  |
| Tadeusz Foryś                                                               | 29.09.1957–24.11.1957            | 134–137                    | 4  |
| Adam Niemiec                                                                | 11.05.1958–01.06.1958            | 138–140                    | 3  |
| Tadeusz Foryś                                                               | 28.06.1958–28.06.1959 14.10.1959 | 141–146 148                | 7  |
| Jean Prouff                                                                 | 30.06.1959–28.09.1960            | 147 149–155 157            | 9  |
| Ryszard Koncewicz                                                           | 26.06.1960–28.11.1962            | 154–170 172–173            | 19 |
| Tadeusz Foryś                                                               | 11.10.1962                       | 171                        | 1  |
| Ryszard Koncewicz                                                           | 00.05.1964–25.06.1964            | –                          | 0  |
| NrS – numery porządkowe oficjalnych spotkań reprezentacji M – liczba meczów |                                  |                            |    |

## Statystyki selekcjonerów

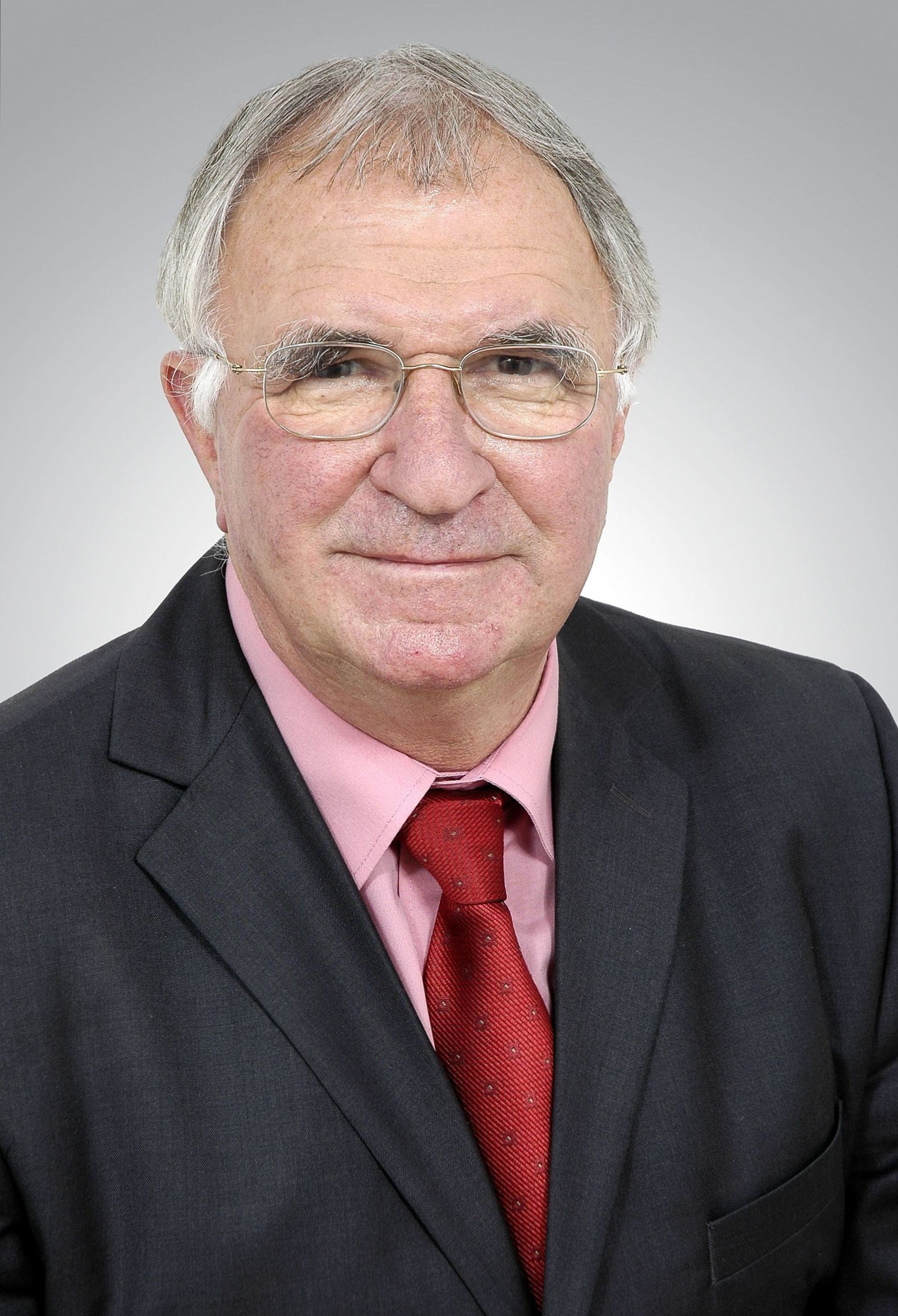
Antoni Piechniczek – rekordzista pod względem liczby spotkań, w których prowadził reprezentację Polski.

Stan na 15 października 2024
| 1. | Antoni Piechniczek | 1981–1986 1996–1997                          | 73 | 26 | 21 | 26 | 90  | 94  | 73 |
| 2. | Kazimierz Górski   | 1966 1970–1976                               | 68 | 37 | 12 | 19 | 138 | 66  | 86 |
| 3. | Andrzej Strejlau   | 1974 1989–1993                               | 57 | 20 | 22 | 15 | 68  | 65  | 62 |
| 4. | Ryszard Koncewicz  | 1950–1952 1953 1955–1956 1964–1966 1968–1970 | 52 | 21 | 16 | 15 | 103 | 75  | 57 |
| 5. | Paweł Janas        | 2002–2006                                    | 51 | 31 | 6  | 14 | 100 | 55  | 68 |
| 6. | Adam Nawałka       | 2013–2018                                    | 50 | 26 | 15 | 9  | 99  | 49  | 67 |
| 7. | Czesław Krug       | 1947–1948 1948 1949–1950 1956–1957 1959–1962 | 49 | 18 | 10 | 21 | 96  | 100 | 46 |
| 8. | Leo Beenhakker     | 2006–2009                                    | 47 | 22 | 13 | 12 | 75  | 47  | 57 |
| 9. | Józef Kałuża       | 1931 1932–1939                               | 39 | 10 | 8  | 21 | 84  | 97  | 28 |
| 10. | Franciszek Smuda   | 2009–2012                                    | 37 | 15 | 13 | 9  | 47  | 40  | 43 |
| M – liczba meczów W – liczba wygranych meczów R – liczba zremisowanych meczów P – liczba przegranych meczów GZ – liczba zdobytych goli GS – liczba straconych goli Pkt. – liczba zdobytych punktów (dwa punkty za wygraną, punkt za remis) |                    |                                              |    |    |    |    |     |     |    |